# Retard de développement de l'enfant
Le retard de développement de l'enfant est un retard qui touche plusieurs domaines du développement : psychomoteur, physique ou cognitif.
Le retard de développement concerne les jeunes enfants. À partir d’un certain âge (6, 7 ou 8 ans, les avis diffèrent), soit l’enfant a rattrapé son retard, soit un diagnostic plus précis peut être posé : troubles de l’attention, déficience intellectuelle, trouble du neuro-développement, etc.
On ne parle de retard de développement que lorsque le retard est présent dans plusieurs domaines : développement moteur, cognitif, affectif, relationnel ou du langage. Le développement de l'enfant ne se fait pas de manière linéaire et/ou synchrone, et ce quel que soit le domaine. Par exemple, un enfant ayant un retard d'acquisition de la marche peut avoir une acquisition du langage plus précoce par rapport à la norme. Cela peut se voir à l'utilisation du Test de Denver (en), habituellement utilisé dans le dépistage de retard de développement de l'enfant.
De ce fait, quand le retard touche un seul domaine, on va laisser à l’enfant le temps de « rattraper ». S’il ne rattrape pas, on détectera souvent un trouble spécifique dans le domaine concerné par le retard (par exemple un trouble du langage tel que la dyslexie) ou un handicap mental.
On parle de retard global de développement quand le retard est très significatif et touche presque tous les domaines de développement. Si le retard est léger, on parle parfois de décalage dans les acquisitions ou de retard simple .

## Épidémiologie
Le retard de développement de l'enfant touche entre 1% et 3% des enfants de moins de 5 ans.

## Causes
Les causes sont multiples et peuvent aider à établir un diagnostic et évaluer la gravité du retard.

### Facteurs prénatals
Comme facteurs intrinsèques, nous avons entre autres des problèmes génétiques (47%), des malformations du système nerveux central (28%), ou des problèmes métaboliques.
Comme facteurs extrinsèques, nous avons entre autres des causes tératogènes et toxique (21%) ou des infections.

### Facteurs périnatals
L'asphyxie est la cause la plus fréquente avec 55% des diagnostics établis dans ce type de facteurs. La prématurité et d'autres complications néonatales peuvent également être en cause.

### Facteurs postnatals
Ces facteurs peuvent être dus à des infections, des traumatismes ou des toxines. La négligence et l'environnement psychosocial peuvent aussi être en cause.